# Sinagoga Conmemorativa de Moscú
La Sinagoga Conmemorativa de Moscú (en ruso: Московская Мемориальная синагога) es una sinagoga situada en la colina Poklónnaya en Moscú, Rusia. Fue construida en 1998 para complementar una iglesia ortodoxa y una mezquita que también forman parte del museo al aire libre dedicado a la victoria de Rusia en la Segunda Guerra Mundial.
La construcción del Templo de la conmemoración en Poklonnaya Gora, una colina plana en el oeste de Moscú, entre el río Setun y otra colina, se construyó y se inauguró en septiembre de 1998 en presencia de Borís Yeltsin.